# ريك ومورتي (الموسم الأول)
الموسم الأول من مسلسل الرسوم المتحركة الأمريكي، ريك ومورتي. عرض لأول مرة في الولايات المتحدة على قناة ادلت سويم في 2 ديسمبر، 2013 وإنتهى في 14 أبريل، 2014، واستمر لإحدى عشرة حلقة.

## الشخصيات

### شخصيات رئيسية
- ريك سانشيز (صوت؛ جستن رويلاند[1]) – عالم مدمن على الكحول، والد بيث وجد مورتي وسمر
- مورتي سميث (صوت؛ جستن رويلاند[1]) – حفيد ريك المراهق ذو الرابعة عشرة دائماً ما يشارك جدهُ ريك في مغامراته
- بيث سميث (صوت؛ سارة تشالك[1]) – ابنة ريك، زوجة جيري ووالدة كل من مورتي وسمر
- جيري سميث (صوت؛ كريس بارنيل[1]) – والد مورتي وسمر وزوج بيث
- سمر سميث (صوت؛ سبينسر غرامر[1]) – اخت مورتي الكبرى

## الحلقات
طالع أيضاً: قائمة حلقات ريك ومورتي
| التسلسل الإجمالي | تسلسل الموسم | عنوان الحلقة "بالإنجليزية"                                      | إخراج          | كتابة                      | تاريخ العرض     | عدد المشاهدين (بالمليون) |
| ---------------- | ------------ | --------------------------------------------------------------- | -------------- | -------------------------- | --------------- | ------------------------ |
| 1                | 1            | «حلقة تجريبية» "Pilot"                                          | جستن رويلاند   | دان هارمون وجستن رويلاند   | 2 ديسمبر 2013   | 1.10                     |
| 2                | 2            | «كلب ذكي» "Lawnmower Dog"                                       | جون رايس       | رايان رايدلي               | ديسمبر 9، 2013  | 1.51                     |
| 3                | 3            | «ملاهي التشريح» "Anatomy Park"                                  | جون رايس       | إيريك أكوستا ووايد راندولف | ديسمبر 16، 2013 | 1.30                     |
| 4                | 4            | «فضائيو "إم نايت شيامالان"!» "M. Night Shaym-Aliens!"           | جيف مايرز      | توم كوفمان                 | يناير 13، 2014  | 1.32                     |
| 5                | 5            | «ميسيكس والتدمير» "Meeseeks and Destroy"                        | برايان نيوتن   | رايان رايدلي               | يناير 20، 2014  | 1.61                     |
| 6                | 6            | «جرعة "ريك" السحرية رقم 9» "Rick Potion #9"                     | ستيفن ساندوفال | جستن رويلاند               | يناير 27، 2014  | 1.75                     |
| 7                | 7            | «تنشئة طفل "غازوربازورب"» "Raising Gazorpazorp"                 | جيف مايرز      | إيريك أكوستا ووايد راندولف | مارس 10، 2014   | 1.76                     |
| 8                | 8            | «برنامج "ريك" التلفزيوني» "Rixty Minutes"                       | برايان نيوتن   | توم كوفمان وجستن رويلاند   | مارس 17، 2014   | 1.48                     |
| 9                | 9            | «انتقام "ريك"» "Something Ricked This Way Comes"                | جون رايس       | مايك مكماهان               | مارس 24، 2014   | 1.54                     |
| 10               | 10           | «مواجهة "ريك" مع أشباهه» "Close Rick-counters of the Rick Kind" | ستيفن ساندوفال | رايان رايدلي               | أبريل 7، 2014   | 1.75                     |
| 11               | 11           | «عمل "ريك" الخطير» "Ricksy Business"                            | ستيفن ساندوفال | رايان رايدلي وتوم كوفمان   | أبريل 14، 2014  | 2.13                     |

## الإصدار المنزلي
صدر الموسم الأول من مسلسل ريك ومورتي على قرص مدمج (DVD، وBlu-ray) في 7 أكتوبر، 2014.

## وصلات خارجية
- ريك ومورتي 1 على موقع ميتاكريتيك (الإنجليزية)
- ريك ومورتي 1 على موقع روتن توميتوز (الإنجليزية)

- قائمة حلقات ريك ومورتي  على قاعدة بيانات الأفلام على الإنترنت